# 1 500 mètres féminin aux Jeux olympiques d'été de 1972 (athlétisme)
Navigation
Montréal 1976
L'épreuve du 1 500 mètres féminin aux Jeux olympiques de 1972 s'est déroulée du 4 au 9 septembre 1972 au Stade olympique de Munich, en République fédérale d'Allemagne. Elle est remportée par la Soviétique Lyudmila Bragina qui établit un nouveau record du monde en 4 min 1 s 4, après avoir déjà battu ce record en séries puis en demi-finale.
Le 1 500 m féminin est disputé pour la première fois dans le cadre des Jeux olympiques.

## Résultats

### Finale
| Rang               | Athlète             | Pays                 | Temps        | Notes |
| ------------------ | ------------------- | -------------------- | ------------ | ----- |
| Médaille d'or      | Lyudmila Bragina    | Union soviétique     | 4 min 01 s 4 | WR    |
| Médaille d'argent  | Gunhild Hoffmeister | Allemagne de l'Est   | 4 min 02 s 8 |       |
| Médaille de bronze | Paola Pigni         | Italie               | 4 min 02 s 9 |       |
| 4                  | Karin Burneleit     | Allemagne de l'Est   | 4 min 04 s 1 |       |
| 5                  | Sheila Carey (en)   | Grande-Bretagne      | 4 min 04 s 8 |       |
| 6                  | Ilja Keizer (en)    | Pays-Bas             | 4 min 05 s 1 |       |
| 7                  | Tamara Pangelova    | Union soviétique     | 4 min 06 s 5 |       |
| 8                  | Jennifer Orr (en)   | Australie            | 4 min 12 s 2 |       |
| 9                  | Berny Boxem (en)    | Pays-Bas             | 4 min 13 s 1 |       |
| -                  | Ellen Tittel        | Allemagne de l'Ouest | DNF          |       |

## Légende
Records et Performances
- AR : Record continental (area record)
- CR : Record des championnats (championship record)
- MR : Record du meeting (meet record)
- NR : Record national (national record)
- OR : Record olympique (olympic record)
- PR : Record paralympique (paralympic record)
- PB : Record personnel (personal best)
- SB : Meilleure performance personnelle de la saison (season's best)
- WL : Meilleure performance mondiale de l'année (world leader)
- WJR : Record du monde junior (world junior record)
- WR : Record du monde (world record)

Circonstances et Conditions
- DNF : N'a pas terminé (did not finish)
- DNS : N'a pas pris le départ (did not start)
- DQ : Disqualification (disqualification)
- NM : Aucun essai valable enregistré (No Mark)
- Q : Qualifié « directement » au prochain tour (ou à la prochaine compétition), lors d'une compétition majeure, grâce au classement ou à la réalisation des minima (automatic qualifier)
- q : Qualifié au prochain tour (ou à la prochaine compétition), lors d'une compétition majeure, grâce au repêchage ou à la réalisation de l'une des meilleures performances parmi celles des « non qualifiés directement » (grâce au meilleur temps ou à la meilleure distance par exemple) (secondary qualifier)